# Гвюдьоун Аднар Кристьяунссон
Гвюдьоун Аднар Кристьяунссон (исл. Guðjón Arnar Kristjánsson; 5 июля 1944, Исафьордюр — 17 марта 2018, Рейкьявик) — исландский политик, председатель Либеральной партии Исландии (исл. Frjálslyndi flokkurinn) с 2003 по 2009 год. В период с 1967 по 1997 год работал капитаном рыболовных судов. Был активным членом Партии независимости и 8 раз посещал собрания альтинга в 1991—1995 годах. В 1999 году совместно с Сверриром Херманнссоном создал Либеральную партию. Был членом альтинга с 1999 по 2009 год.
Гвюдьоун Аднар родился 5 июля 1944 года в семье Йоуханны Якобсдоуттир и Кристьяуна Сигмюндюра Гвюдьоунссона, известного как Китти Гау (сокращение от Кристьяун Гвюдьоунссон). Поэтому Гвюдьоуна Аднара обычно называли Адди Китта Гау, что означает Адди (сокращение от Аднар), сын Китти Гау.
Умер 17 марта 2018 года в Национальной университетской больнице Исландии после борьбы с раком.